# Сокол и Ласточка
«Сокол и Ласточка» — роман Бориса Акунина. В России вышел 20 мая 2009 года. Это четвёртая (и заключительная) книга из серии «Приключения магистра», в которой ранее выходили романы «Алтын-толобас» (2000), «Внеклассное чтение» (2002) и «Ф. М.» (2006).

## Название
«Сокол» — название круизного лайнера класса люкс, на котором совершает своё путешествие по Атлантике Николас Фандорин. «Ласточкой» назывался каперский легкий фрегат, ходивший в тех же водах под французским флагом в начале XVIII столетия.

## Сюжет
В романе повествуется об очередном приключении магистра истории Николая Александровича Фандорина. На дворе 2009 год, разгар мирового финансового кризиса. Состоятельная английская тетушка Синтия преподносит племяннику щедрый подарок — рукопись из замка Теофельс. В письме, написанном загадочным Эпином, зашифрован путь к тайнику с крупным кладом. Фандорину предстоит расшифровать таинственное послание, и он с азартом берется за это дело, даже не подозревая, что под именем Эпин скрывается его дальняя родственница — Летиция фон Дорн, племянница капитана Корнелиуса фон Дорна (упоминается в книгах «Алтын-толобас» и «Детская книга»).
Параллельно этой сюжетной линии развивается и вторая, основная: Эпин-Летиция, выдавая себя за юношу, также участвует в поисках того же самого сокровища, спрятанного совсем недавно. В процессе поисков она находит свою любовь и оставляет бо́льшую часть сокровищ лежать в тайнике.

## Особенности романа
- Бо́льшая часть повествования относится к XVIII веку.
- Рассказ о бо́льшей части приключений в XVIII веке ведётся от лица разумного попугая, обладающего сверхъестественными способностями (по уровню интеллекта не уступает человеку, условно бессмертен, способен проникать в память людей, узнавая о них все).

- Из нескольких мест романа можно догадаться, что дети Николаса — Ангелина (Геля) и Эраст (Ластик), во время событий романа перемещались во времени с помощью своего дальнего родственника Ван Дорна, подобно событиям «Детской книги».
- Среди сокровищ пиратов и «яблоко раздора» — крупный бриллиант, попытки расколоть который приводят к многочисленным катастрофам и войнам в мире. Впервые появляется в романе «Детская книга», его история раскрывается также в романах «Детская книга для девочек» и «Яма».

## Неточности в романе
- В сюжетной линии романа, действие которой происходит в 1702 году, несколько раз при описании аптечки судового врача упоминается гипс (очевидно, для гипсовых повязок). В действительности гипсовая повязка была впервые применена только в XIX веке (как правило, её изобретение связывают с именем Н. И. Пирогова, массово применившем её в 1855 году в ходе обороны Севастополя).
- На «Ласточке» установлены карронады, в действительности появившиеся лишь в конце XVIII века.
- В романе дважды неточно употребляется морской термин «траверз» — в главе двенадцатой («Земля!»): «(…) на траверзе Ботона» и в главе семнадцатой («Окончательная ясность»): «(…) на траверзе Сент-Морица (…)».
- В книге ошибочно пишется о голосовых связках попугая. У птиц органом голоса является сиринкс — часть трахеи.